# 찰스 멜턴
찰스 마이클 멜턴(Charles Michael Melton, 1991년 1월 4일 ~ )은 미국의 배우이다. 패션 모델로 활동한 후, 텔레비전 시리즈 《글리》(2014년)와 《아메리칸 호러 스토리: 호텔》(2015년~2016년)에서 게스트 역할로 연기를 시작했다. CW 시리즈 《리버데일》(2017년~2023년)에서 레지 맨틀 역을 맡은 것이 돌파구가 되었다.
멜턴은 로맨스 영화 《운명의 하루》(2019년)의 주연 역할로 인정받기 시작했다. 드라마 영화 《메이 디셈버》(2023년)에서 훨씬 나이 많은 여성과 결혼한 젊은 남성을 연기한 뛰어난 연기로, 크리틱스 초이스 영화상과 골든 글로브상 후보에 올랐다.

## 초기 생애
찰스 마이클 멜턴은 1991년 1월 4일 알래스카주 주노에서 수경과 필 멜턴 부부 사이에서 태어났다. 아버지는 영국계 혈통을 가진 미국인이며, 어머니는 1990년 아버지와 함께 미국으로 이주한 한국 이민자이다. 멜턴은 부부의 장남이다. 가족은 아버지가 군인으로 일했기 때문에 자주 이사를 다녔다. 한때 가족은 한국 경기도 평택시에서 약 5년간 거주하기도 했다. 마지막에는 캔자스주 맨해튼에 정착했으며, 멜턴은 2009년 맨해튼 고등학교를 졸업했다. 멜턴은 근처의 캔자스 주립 대학교에서 공부하며 빌 스나이더 감독 아래 미식축구팀의 수비수로 활약했다. 연기자를 지망하여 20세에 대학을 중퇴하고 2012년 캘리포니아 로스앤젤레스로 이주했다.
그는 또한 이전에 왁(Wag) 앱에서 반려견 산책사로 일하기도 했다.

## 경력
처음에 모델로 성공을 거두었으며, 돌체 앤 가바나, 케네스 콜, MAC 등의 일을 맡았다. 그의 첫 연기 역할은 《글리》와 《아메리칸 호러 스토리》에서의 게스트 출연이었다.
멜턴은 2017년 CW 시리즈 《리버데일》의 두 번째 시즌에서 레지 맨틀 역으로 캐스팅되면서 주목을 받기 시작했다. 그는 《루머의 루머의 루머》에 대한 출연 약속으로 인해 캐스트를 떠난 로스 버틀러를 대체했다. 두 번째 시즌 동안 반복 출연한 후, 멜턴은 공식적으로 세 번째 시즌부터 《리버데일》의 정규 시리즈 배우가 되었다. 2019년, 니콜라 윤의 동명 소설을 원작으로 한 영화 《운명의 하루》에서 대니얼 재호 배 역으로 첫 장편 영화에 주연으로 출연했다. 이 영화로 인해 그는 주요 할리우드 스튜디오의 청소년 로맨스 영화를 이끈 최초의 한국계 미국인이자 아시아계 미국인 배우가 되었다.
2023년, 그는 토드 헤인스가 감독한 넷플릭스 드라마 영화 《메이 디셈버》에 공동 출연하여 내털리 포트먼, 줄리앤 무어와 함께 연기했다. 멜턴의 연기는 비평가들로부터 극찬을 받았으며, 고섬 독립 영화상, 전미 영화 평론가 협회상, 뉴욕 영화 평론가상에서 남우조연상을 수상했다. 또한 골든 글로브상 후보에 올랐다.
그는 엘리자베스 올슨과 함께 《러브 차일드》에 주연으로 출연할 예정이며, 개봉일은 추후 발표될 예정이다. 또한 알렉스 가랜드와 레이 멘도자가 각본과 연출을 맡은 A24 전쟁 영화 《워페어》에도 출연할 예정이다. 오스카 아이작, 케리 멀리건, 케일리 스페이니, 윤여정과 함께 《성난 사람들》 시즌 2에 출연할 예정이다.
자선 활동으로 국제 스페셜 올림픽의 글로벌 홍보대사로 활동하고 있다.

## 사생활
멜턴은 《리버데일》 공동 출연자 커밀라 멘데스와 2018년 10월부터 2019년 12월까지 교제했다. 그들은 2021년에 잠시 다시 만났다. 그는 2022년 초부터 그해 여름까지 체이스 수이 원더스와 교제했다. 2023년 봄/여름에는 클로이 베넷과 교제했다.
멜턴에게는 패트리샤와 태미, 두 명의 여동생이 있다. 태미는 그의 제작 파트너로 함께 일하고 있다.

## 출연 작품

### 영화
- 운명의 하루 (2019) - 대니얼 재호 배 역
- 나쁜 녀석들: 포에버 (2020) - 레이프 역
- 메이 디셈버 (2023) - 조 유 역
- 워페어 (미정)

### 텔레비전
- 아메리칸 호러 스토리: 호텔 (2015-16)
- 리버데일 (2017-23) - 레지 맨틀 역
- 포커 페이스 (2023)

### 뮤직 비디오
- Save My Soul - 조조 (2016)
- Break Up with Your Girlfriend, I'm Bored - 아리아나 그란데 (2019)